# Осмолінек
Осмолінек (пол. Osmolinek) — село в Польщі, у гміні Бодзанув Плоцького повіту Мазовецького воєводства.
Населення — 50 осіб (2011).
У 1975-1998 роках село належало до Плоцького воєводства.

## Демографія
Демографічна структура станом на 31 березня 2011 року:
|          | Загалом | Допрацездатний вік | Працездатний вік | Постпрацездатний вік |
| -------- | ------- | ------------------ | ---------------- | -------------------- |
| Чоловіки | 22      | 4                  | 16               | 2                    |
| Жінки    | 28      | 5                  | 17               | 6                    |
| Разом    | 50      | 9                  | 33               | 8                    |